# André Joublot
André Joublot, né le 6 octobre 1902 à Suresnes (Seine) et mort le 25 novembre 1987 à La Loupe (Eure-et-Loir), est un responsable socialiste français.

## Biographie
Membre des jeunesses socialistes dès 1923, puis de la SFIO, il milite au sein de la tendance Bataille socialiste menée par Jean Zyromski. Il est, à ce titre, membre du conseil d'administration du Populaire de 1933 à 1936, puis de la commission administrative permanente du parti à partir de 1937. À la Libération, il a quitté son travail d'employé de banque pour un poste au Populaire.
Après avoir vainement tenté d'être élu député dans la circonscription de Versailles, en 1932 et 1936, il s'implante électoralement dans Paris : nommé à l'Assemblée municipale provisoire en mars 1945, il est élu en avril conseiller général de la Seine et conseiller municipal de Paris, constamment réélu jusqu'en 1959.
Militant de l'aile gauche de la fédération parisienne de la SFIO, proche de Léon Kastenbaum et de Gérard Rosenthal, il n'est cependant pas exclu, comme ce dernier, en 1947.
À partir de 1956, cependant, il entre dans une logique de rupture avec la direction socialiste, du fait de son désaccord avec la politique algérienne du gouvernement Guy Mollet. Fondateur du Comité d’études et d’action pour la paix en Algérie, il demande en 1958 la démission de Mollet du secrétariat général, et l'exclusion du parti de Robert Lacoste.
Il rompt ensuite avec la SFIO et participe à la fondation du Parti socialiste autonome, dont il est membre des instances dirigeantes. En 1960, lorsqu'est créé le Parti socialiste unifié, il entre au comité politique national du nouveau parti, où il siège jusqu'en 1961.
Plusieurs fois candidat à Paris, sous l'étiquette de l'Union des forces démocratiques, puis du PSU, jusqu'en 1967, il s'éloigne de la politique après cette date.

## Sources
- Marc Heurgon, Histoire du PSU, Paris, édition de la Découverte, 1994.
- Dictionnaire du mouvement ouvrier mouvement social, notice de Gilles Morin et Justinien Raymond.